# 星空湍蛙
星空湍蛙（学名：Amolops splendissimus），一种分布于越南和中国云南省等地区的两栖动物，隶属于蛙科湍蛙属。2007年，研究人在中国云南发现描述了一个新物种－夜空湍蛙（Amolops caelumnoctis），2021年被认定为本种的同物异名。

## 形态特征
星空湍蛙体型较大，雄蛙体长71.3～76.6毫米，雌蛙体长69.3～96.8毫米。身体背面皮肤光滑，呈深紫色或黑褐色，满布不规则的黄色小圆斑点；咽胸部为浅蓝色或白色，具有黑色斑驳，前肢及大腿腹面为浅蓝色有黑色网纹。